# Waitzinger Bräu

Aktie über 1000 Mark der Waitzingerbräu AG vom 9. Juli 1923

Der Waitzinger Bräu AG (ab 1965 umbenannt in „Kurfürstlich Bayerisches Brauhaus, Waitzingerbräu AG“) war bis zu ihrer Schließung im Jahre 1977 die größte Privatbrauerei Oberbayerns. Die Brauerei wurde 1927/28 von Paulaner übernommen.

## Geschichte
Ihren Ursprung hat sie im 1740 erstmals erwähnten kurfürstlichen Brauhauses in Miesbach. Zu Beginn des 19. Jahrhunderts privatisiert, übernahm 1810/11 die Familie Waitzinger die Brauerei und gab ihr ihren Namen. Den bedeutendsten Aufschwung erlebte der Betrieb unter Susanna Waitzinger, die bis zu ihrem Tod 1880 die Brauerei zu einem der rentabelsten Betriebe ausbaute. Daneben baute sie den zugehörigen Gasthof zu einem Hotelbetrieb aus, der einer der beliebtesten Ausflugsziele im Voralpenland wurde. Ihre größte Leistungsfähigkeit erreichte die Brauerei in den Jahren um 1900 unter der Leitung der Familie Fohr, die das Erbe der Waitzinger antrat. Ein bekanntes Mitglied der Familie ist der Maler Christian Schad, der in Miesbach geboren wurde.

## Ehemalige Produktionsstandorte
An den beiden ehemaligen Produktionsstandorten Miesbach und Landsberg erinnert nur noch wenig an den einstigen Glanz der damals so bekannten Brauerei.

### Miesbach
In Miesbach blieb lediglich der sich nun im Besitz der Stadt befindliche, historische „Waitzinger-Keller“ erhalten, in dem, zum Kulturzentrum ausgebaut, regelmäßig Kunstausstellungen und andere Veranstaltungen abgehalten werden.
Daneben erinnern am Stadtplatz noch der stattliche Gasthof Waitzinger und der ehemalige Sommerkeller des kurfürstlichen Brauhauses, der sog. Haindlkeller, an das einstmals bedeutendste Miesbacher Unternehmen. Den Namen der Brauerei trägt auch der Festplatz der Stadt, die neben dem Waitzinger-Keller gelegene Waitzinger-Wiese; hier findet das jährliche Miesbacher Volksfest statt.

### Landsberg am Lech
1977 wurde in der oberbayerischen Kreisstadt Landsberg am Lech die damals ebenfalls veraltete Produktionsstätte der Brauerei geschlossen und 1990 bis auf das heute noch bewirtschaftete, denkmalgeschützte Bräustüberl gänzlich abgerissen. Auf dem Areal entstanden Miet- und Eigentumswohnungen. Auf dem angrenzenden Gelände des ehemaligen Kristeinerkellers (seit 1908 auch zu Waitzinger gehörig) entstand die Verwaltungszentrale der AOK Landsberg am Lech.
Der hintere Teil des ehemaligen Brauereigeländes, wie in Miesbach „Waitzinger Wiese“ genannt, dient heute noch als Festwiese für das jährlich von der Stadt Landsberg am Lech ausgerichtete Volksfest „Landsberger Wiesn“.